# Decetia chalybeata
Decetia chalybeata är en fjärilsart som beskrevs av Walker 1866. Decetia chalybeata ingår i släktet Decetia och familjen Uraniidae. Inga underarter finns listade i Catalogue of Life.